# 上巴纳伊巴
上巴纳伊巴是巴西马拉尼昂州的一个市镇。总面积11132.105平方公里，总人口10202人，人口密度0.9人/平方公里。